# Desktop Management Interface
Desktop Management Interface (DMI) は、Distributed Management Task Force（DMTF）がリソース情報管理アプリケーションソフトウェア用に規定したインタフェース仕様の総称である。企業情報システムを構成するパーソナルコンピュータなどの資産管理情報、いわゆる「インベントリ」に関する情報を集中管理する目的で規定された。

## 仕様内容
リソース情報を管理する為のアプリケーションソフトウェアを開発する際に使用する。仕様を規定しているのはDMTFで、最新の仕様書は1998年6月に作成された「DMIversion2.0s」である。
DMIでは、特定のオペレーティングシステムやハードウェアに依存しないこと、既存のネットワーク管理プロトコルと組み合わせて利用できる事、管理の対象を容易に指定できること、といった要件を定めている。DMIの構成要素は以下のとおり。
- DMIを利用して動作するアプリケーションソフトウェア
- アプリケーションソフトが呼び出すAPI (MI:Management Interface)
- MIF(Management Information Format)で記述された管理情報データベース
- 管理対象のコンポーネントと管理情報の間のインタフェース (CI:Component Interface)
- MIとCIの間のインタフェース調停とデータベースを管理する (SL: Service Layer)

## 目的
DMIにより、管理対象になる「インベントリ」などに関する情報がデータベース化され、アプリケーションソフトウェアから利用できるようになる。

## 廃止
DMTF は Common Information Model (CIM) などへの移行を促進するため、DMIの寿命を 2005年3月31日までと定めた。